# Armand Jean le Bouthillier de Rancé
Armand Jean le Bouthillier de Rancé, gyakran csak Rancé apát (Párizs, 1626. január 9. – Soligny-la-Trappe, Notre-Dame de la Trappe apátság, 1700. október 12.) eredetileg francia ciszterci szerzetes, majd a ciszterciekből kiváló, megszigorított trappista-rend létrehozója.

## Élete
Fiatal korában máltai lovagnak szánták a szülei, de idősebb testvére korai halála után édesapja kívánságára egyházi pályára lépett, hogy annak egyházi jövedelmeit örökölhesse. Így történhetett meg, hogy már 10 éves korában, 1636-ban párizsi kanonok, a la-trappei cisztercita zárda és más rendházak apátja lett, és anélkül, hogy az egyháznak legkisebb szolgálatot tette volna, minden évben 15.–20.000 livre egyházi jövedelemhez jutott. 1651-ben pappá szenteltette magát, 1654-ben pedig teológiai doktorátust szerzett.
Ebben az időben még világiasabb életet kezdett folytatni, később azonban megtért, és szakított korábbi életmódjával. 1660-ban lemondott a la-trappei apátságon kívül minden egyéb jövedelméről és vagyonának legnagyobb részét jótékony célra fordította. Ezek után visszatérvén a La Trappeba, és nekilátott az apátság megreformálásának. Nehéz dolga volt, mert a világias élethez szokott rendtagok ellene szegültek, és még halállal is fenyegették. Rancé ennek ellenére 1662 augusztusában mégiscsak bevezetett szigorú szabályait, majd 1663. június 13-án noviciusként maga is belépett a perseignei kolostorban. A következő évben letette az ünnepélyes fogadalmat és apáttá avattatta magát, hogy megkezdett művét véglegesen befejezze. A szabályokat egyre jobban szigorította, és rendtársait 1675-ben fogadalmaik megújítására, illetve egy különös újabb fogadalomtételre bírtaː a kolostor szokásait utolsó leheletükig megtartják és minden enyhítési kísérletet visszautasítanak.
Idősebb korában, 1695-ben Rancé lemondott apáti tisztéről. 1700-ban hunyt el 74 éves korában. Alapításából fejlődött ki a trappista rend. (Reformját haláláig 5 kolostor vette át.)

## Szabályzata
Rancé regulájának legfontosabb elemei a következők voltak: a szerzetesek nyáron esti 8, télen 7 órakor térnek nyugalomra, éjfél után 2–3 órakor a templomban imádkoznak, majd keveset pihennek. Az áldozópapok misét mondanak, a szerzetesek pedig reggel 7 órakor elkezdik a napi fizikai munkát. 9 órakor zsolozsmát végeznek, később pedig étkeznek. Az egyszerű ebéd gyökerekből, főzelékből stb. áll, de vaj és olaj nélkül. Kiegészítő lehet egy kevés gyümölcs. Ebéd után újabb imádság és elmélkedés következik, majd ismét munka. Délután 4 órakor vecsernye, 5 órakor vacsora (víz, kenyér, gyümölcs). 6 órakor esti zsolozsma, majd a hálóterembe vonulás. A szerzetesek ágya mindössze egy deszkalap szalmazsákkal, szalmavánkossal és pokróccal. Nem vetkőznek le, még betegség idején sem. A betegek ehetnek csak húst és tojásételeket. Beszédjük az imádságokon és éneken kívül csak ebből a szavakból állhat: „Memento mori!” (lat., a. m. „Emlékezz a halálraǃ”).